# Molí de Vallfogona
Molí de Vallfogona és una obra del municipi de Vallfogona de Ripollès (Ripollès) inclosa en l'Inventari del Patrimoni Arquitectònic de Catalunya.

## Descripció
Es troba en perfecte estat de conservació, només una mica abandonat. Es compon d'un edifici rectangular, de tres plantes i golfes. Els baixos són pròpiament el molí, seguint la resta de l'edifici destinat a habitatge. El molí s'abasteix d'energia hidràulica mitjançant una bassa adossada a l'edificació, consta de tres pedres, dues d'elles completes, amb tots els accessoris, la tercera està desmuntada. A més, hi ha altres maquinàries, que deuen servir per garbellar el blat una vegada molt, i separar el segó de la farina. El molí desaigua a la riera de Vallfogona.

## Història
Aquest molí es va construir a principis de segle, en substitució del que es trobava riera avall, a l'alçada de can Ragort i Santa Cecília, a prop de l'antic camí reial. Potser la raó d'aquest canvi es degué al fet que el nou molí es troba més a prop del poble i al fet que el camí reial, amb la construcció de la nova carretera, havia caigut en desús. Les pedres del molí procedeixen del molí vell. Va deixar de funcionar no fa pas gaires anys, i en l'actualitat està llogat com a casa de cap de setmana i d'estiu, a una família de Barcelona.